# Księżyc w nowiu
Księżyc w nowiu (ang. New Moon) – powieść dla młodzieży amerykańskiej pisarki Stephenie Meyer. Jest to druga część cyklu Zmierzch. Książka została wydana 6 września 2006 r. w Stanach Zjednoczonych, a w Polsce 1 stycznia 2007 roku. Podobnie jak pierwsza część, opowiada ona o przeżyciach  nastoletniej Isabelli Swan (zdrobniale - Bella). „Księżyc w nowiu” jest połączeniem romansu z horrorem, w którym rozterki zakochanej dziewczyny przeplatają się z opisami nieprzeciętnych wydarzeń.

## Opis fabuły
Zbliżają się osiemnaste urodziny Belli, lecz dziewczyna jest tym faktem zrozpaczona, bo nie chce się starzeć. Wie, że im więcej lat jej przybywa, tym bardziej oddala się od Edwarda. Chce tego za wszelką cenę uniknąć. Z okazji jej urodzin Alice i Edward Cullen postanawiają urządzić jej przyjęcie. W czasie odpakowywania prezentów Bella rozcina sobie palec, który zaczyna krwawić. Jasper, nie mogąc się opamiętać, rzuca się na nią. Na szczęście Edward reaguje błyskawicznie i odciąga go wraz z innymi, wyprowadzając z domu. Edward i reszta jego rodziny, nie chcąc by taka sytuacja się powtórzyła, postanawiają na zawsze wyprowadzić się z Forks. Sądząc, że  tak będzie łatwiej pogodzić się Belli z rozstaniem, Edward postanawia skłamać, mówiąc ukochanej, że jej już nie kocha. Zostawia ją samą w lesie, niemalże nieprzytomną i odchodzącą od zmysłów. Znajduje ją Sam Uley, dwudziestolatek z La Push. Bella pogrąża się w głębokiej depresji przez cztery miesiące.
Odkrywa jednak, iż kiedy robi niebezpieczne rzeczy, doznaje halucynacji w czasie których słyszy w swojej głowie głos Edwarda. Zdesperowana, aby móc częściej słyszeć głos ukochanego, kupuje dwa stare motocykle i prosi przyjaciela z dzieciństwa, Jacoba Blacka, o pomoc w ich odrestaurowaniu. Bella i Jacob spędzają ze sobą coraz więcej i więcej czasu; Bella powoli wraca do normalnego stanu (opisuje Jacoba jako jej 'osobiste słońce').
Podczas rozmów z Jacobem, dziewczyna dowiaduje się o 'gangu' obecnym w La Push, któremu przewodzi Sam. Jacob wyznaje jej, że Sam jakby oczekiwał od niego wstąpienia do owej grupy. Po pewnym czasie Bella zauważa u niego zmiany; stwierdza, ze Jacob dołączył do gangu Sama. 
Przechadzając się po lesie Bella napotyka wampira Laurenta, wspólnika Jamesa. Dowiaduje się, że Victoria, partnerka Jamesa, chce ją zabić, aby pomścić swego ukochanego (pod koniec Zmierzchu Emmett, Jasper i Alice zabijają Jamesa). Gdy rozmowa z Laurentem przybiera niebezpieczny obrót, z lasu wyłania się wataha ogromnych wilków. Bella jest przerażona, ale wilki, zamiast zaatakować ją, puszczają się w pogoń za wampirem.
Jacob okazuje się być wilkołakiem i nie może powiedzieć o tym nikomu (każe Belli przypomnieć sobie ich rozmowę). Jacob wyjaśnia Belli, że obecność wilkołaków jest reakcją obronną na istnienie wampirów - w istocie, on i 'sfora' Sama polują na Victorię, wampirzycę polującą na Bellę i stanowiącą zagrożenie dla ludzi.
Bella nadal jest spragniona halucynacji, więc pod wpływem impulsu rzuca się z klifu. Porywa ją wtedy prąd i gdy wydaje się, że nie ma już nadziei, Jacobowi udaje się w ostatniej chwili ją uratować.
W tym samym czasie Alice, wampirza siostra Edwarda, ma wizję przyszłości: Bellę skaczącą z klifu. Ponieważ nie może widzieć wilkołaków w swoich wizjach, nie widzi, że Jacob uratował Bellę, dlatego też myśli, iż jej przyjaciółka nie żyje. Postanawia przyjechać do Forks by wesprzeć Charliego w trudnych chwilach. Gdy jednak dostrzega Bellę, wie już, że jej wizja była niekompletna. Bella bardzo cieszy się z odwiedzin Alice. Spędzają razem każdą chwilę. Jednak wspomnienie o Edwardzie boli. W tym czasie Edward dzwoni do domu Belli, ale Jacob odbiera telefon, informując go, że Charlie jest na pogrzebie. Cullen jest przekonany, że chodzi mu o pogrzeb Belli, tymczasem Charlie jest na pogrzebie swojego przyjaciela, Harry’ego. Nie mogąc się pogodzić ze śmiercią ukochanej Edward postanawia wyjechać do Włoch i poprosić Volturi, wampirzą królewską rodzinę dbającą o utrzymanie istnienia wampirów w sekrecie, by pozbawili go życia. Lecz Volturi są zafascynowani umiejętnościami wampira i odmawiają mu. Edward postanawia sprowokować Volturi do zabicia go, ujawniając swoją obecność śmiertelnikom. Alice nawiedza wizja tego zdarzenia. Bella, zostawiając w Forks zranionego Jacoba, wyrusza wraz z Alice do Volterry, by uratować ukochanego. Udaje im się w ostatniej chwili powstrzymać Edwarda przed ujawnieniem się tłumowi mieszkańców miasta.
Edward długo nie może uwierzyć, że jego ukochana żyje. Przed opuszczeniem Włoch, Volturi oznajmiają, że Bella, jako że zna ich sekrety musi umrzeć, lub zostać przemienioną w jedną z nich. Alice zapewnia, że przemiana nastąpi wkrótce, ponieważ ma taką wizję. Po powrocie do Forks, Edward mówi Belli, że opuścił ją nie dlatego, że jej nie kocha, ale dlatego, iż chciał ją chronić. Dziewczyna wybacza mu. Oboje są bardzo szczęśliwi, choć Bella cierpi z powodu bólu, jaki zadała Jacobowi. Książka kończy się głosowaniem Cullenów w kwestii przemiany Belli w wampira. Alice, Emmett, Jasper i Esme są za przemianą, Edward i Rosalie (Rosalie dlatego, że sama nie jest szczęśliwa jako wampir i wolałaby być człowiekiem) przeciw. Spór rozstrzyga decydujący głos Carlisle'a. Bella już wkrótce ma zostać wampirem z jego pomocą. Edward proponuje, że to on ją przemieni (zgodnie z jej preferencjami), ale tylko jeśli zgodzi się za niego wyjść.

## Okładka i znaczenie tytułu
Kwiat na okładce książki to tulipan papuzi i nie ma żadnego ukrytego znaczenia, ponieważ autorka nie uczestniczyła w projektowaniu okładki.
Tytuł odnosi się do najciemniejszej fazy Księżyca, co ma wskazywać na to, że Księżyc w nowiu opowiada o najciemniejszym okresie w życiu Belli Swan. Po ukazaniu się Księżyca w nowiu można sądzić, że Edward jest ukazany jako księżyc, a tytuł wskazuje na to, iż Edwarda nie „widać” przez większą część powieści.

## Nagrody i nominacje
Księżyc w nowiu osiągnął pierwsze miejsce na Liście Bestsellerów New York Timesa w zaledwie dwa tygodnie po ukazaniu i pozostał na nim przez jedenaście tygodni. W sumie na liście gościł przez ponad pięćdziesiąt tygodni.

## Ekranizacja
22 listopada 2008 roku Summit Entertainment oficjalnie potwierdziło produkcję drugiej część sagi Zmierzchu - Księżyc w nowiu. Film nakręcił inny reżyser. Miejsce Hardwicke zajął Chris Weitz. Światowa premiera odbyła się 20 listopada 2009.